# Komnino
Komnino (deutsch Kuhnhof, slowinzisch Kʉ̀ɵ̯mńinɵ) ist ein Dorf in der Landgemeinde Smołdzino im Powiat Słupski (Kreis Stolp) in der polnischen Woiwodschaft Pommern.

## Geographische Lage
Komnino liegt in Hinterpommern, etwa 19 Kilometer nordnordöstlich der Stadt Słupsk (Stolp), 8,5 Kilometer südwestlich des Kirchdorfs Smołdzino (Schmolsin) und 2,5 Kilometer südlich des Jezioro Gardno (Garder See).

## Geschichte
Komnino (früher auch Kunhof oder Kundehof) war ehemals ein Rittergut. Im Jahr 1589 bestätigte der pommersche Herzog Johann Friedrich dem Johann Colrep den Besitz des Anwesens als Lehen. Später wurde es ein Lehen der Familie Bandemer. Im Zeitraum 1740–~1784 war Ernst Ludwig von Bandemer der Besitzer. Um 1784 gab es in Kuhnhof einschließlich der auf der Feldmark des Anwesens gelegenen Holzwärterwohnung insgesamt drei Haushaltungen. Nach den Bandemers, die noch 1804 Kuhnhof besaßen, war Friedrich Ludwig Karl von Hanstein der Besitzer. Vor 1822 hatte das Dorf Kuhnhof 30 Einwohner; vor 1868 hatte es 65 Einwohner. Mitte des 19. Jahrhunderts war ein Kammerherr von Hanstein Gutseigentümer. Ihm folgte im Besitz um 1855 der Hauptmann Adolf von Hanstein. 1893 besaß das Gut Kuhnhof eine Frau von Hanstein. 1909 erwarb Georg Steifensand auf Schwuchow das Gut. Dessen Sohn Wilhelm Steifensand übernahm es 1913 und pachtete gleichzeitig das Gut Rotten und das Rittergut Stresow hinzu. 1920 gab er die Pachtung Rotten auf und kaufte von dessen Gut 600 Morgen an Kuhnhof angrenzendes Land hinzu. Mitte der 1920er Jahre war Jürgen-Werner von Bandemer-Gambin, auch Eigentümer auf Wendisch Buckow, Gutsbesitzer auf Kuhnhof. Er kam als Leutnant aus dem Ersten Weltkrieg, studierte dann Landwirtschaft. Landwirt wurde er in Kuhnhof. Er lebte mit seiner Familie, seine Frau Jenny von Krosigk-Rathmannsdorf, in Kuhnhof. Beide Söhne das Ehepaars, Werner (1926–1944) und Bodo, wurden in Kuhnhof geboren.
Ursula Steifensand-Buchenstein ist die letzte Eigentümerin vom Rittergut Kuhnhof, etwa 323 ha, Gutsverwalter ist Karl Sandkamp. Bis 1945 war Kuhnhof ein Teil der Gemeinde Buchenstein (Wendisch Buckow) im Landkreis Stolp, Regierungsbezirk Köslin, der Provinz Pommern.
Gegen Ende des Zweiten Weltkriegs wurde die Region der Gemeinde Buchenstein am 9. März 1945 von der Roten Armee besetzt. Ende März mussten alle Bewohner das Dorf auf Anordnung der sowjetischen Besatzung für einige Tage verlassen. Im September 1945 übernahmen Polen Häuser und Gehöfte; anschließend wurden die deutschen Dorfbewohner vertrieben. Der Ortsteil Kuhndorf wurde in Komnino umbenannt.
Das Dorf Kuhnhof bildet heute ein Teil der Gmina Smołdzino (Landgemeinde Schmolsin) im Powiat Słupski (Stolper Kreis) der polnischen Woiwodschaft Pommern.

### Kirche
Die vor 1945 in Kuhnhof anwesende Dorfbevölkerung war evangelisch. Im Jahr 1925 gab es in Kuhnhof keinen Bewohner katholischer Konfession. Die Kirchengemeinde gehörte zum Kirchspiel Groß Garde.

### Schule
Die Kinder von Kuhnhof besuchten die Schule in Buchenstein (Wendisch Buckow).